# Adorazione del Bambino (Lotto)
L'Adorazione del Bambino è un dipinto a olio su tavola (46x34,9 cm) di Lorenzo Lotto, datato 1523 e conservato nella National Gallery of Art di Washington. È firmato in basso a destra "L. Lotus / 1523".

## Storia
La piccola opera, nata certamente per la devozione privata, si trovava nella collezione del conte Morlani a Bergamo, che la vendette all'ingegner Bononi di Milano, dove la acquistò poi Alessandro Contini-Bonacossi. Nel 1937 la acquistò Samuel H. Kress, esportandola a New York, e nel 1939 ne fece dono al nascente museo statunitense.
Radiografie hanno evidenziato come la parte sinistra venne mutata in un secondo tempo dall'autore, evidentemente per un cambiamento del programma iconografico.

## Descrizione e stile
La Sacra Famiglia è evocata con tonalità calde e accese, con un interessante gioco di contrasti tra luce ed ombra. La scena è infatti vista da dentro la capannuccia, dove Maria e Giuseppe stanno adorando il Bambino posto su un lenzuolo arrotolato in un cesto di vimini, vicino a un sacco e un bariloccio che ricordano il viaggio che li attende, la fuga In Egitto. Dalla porta si apre un bel paesaggio campestre, con tre angeli cantori che rasserenano la scena, mentre a sinistra, dietro lo stipite e in ombra, si vede un crocifisso che ricorda il destino tragico di Gesù, un'evidente traslazione cronologica.
La raffigurazione di Giuseppe genuflesso in adorazione, molto diversa dalle tradizionali raffigurazioni che lo vedevano discosto dalla scena centrale, quasi estraneo, in questa tavola Lotto ce lo presenta con un sorriso sul volto, in adorazione. Questo si collega con la commissione dell'opera da parte di alcuni membri della Confraternita di san Giuseppe che con il predicatore Girolamo Castro da Piacenza riproponeva l'immagine del santo rivalutandola.
Lotto è stato un pittore che curava i particolari dando loro il motivo della presenza anche se considerati oggetti del quotidiano, come la scala appoggiata alla capanna che vuole ricordare l'episodio biblico del sogno di Giacobbe, quando vide una scala che collegava la terra al cielo.

Accanto alla scala c'è una coppia di tortore, anche queste secondo la simbologia cristiana rappresentano la fedeltà della chiesa al suo Sposo, è infatti un animale che quando perde il compagno non si riaccoppia più. La coppia di tortore venne citata anche dall'evangelista Luca nella presentazione di Gesù al tempio.
Il legno in basso a destra, dove si trova la firma dell'autore, è dopotutto un tradizionale rimando alla Croce, ma anche al lavoro di Giuseppe. Secondo una valutazione differente fatta dal critico d'arte Rusk Shapley, l'oggetto sarebbe una trappola per topi, serve sempre ricordare la profonda capacità dell'artista di riprodurre gli oggetti con la loro simbologia. Farebbe questo riferimenti ad un discorso di sant'Agostino: Il diavolo ha esultato quando Cristo è morto, ma per quella stessa morte di Cristo il diavolo è stato vinto, come la trappola prende l'esca. [...] La croce del Signore è la trappola del diavolo; la morte del Signore l'esca con la quale sarà preso.
L'intensità del dipinto è racchiusa però nel dialogo tra Madre e Figlio, questa si piega in avanti verso il figlio, visibilmente carica di meraviglia e di pensieri riconoscendo nell'umiltà della sua persona la grandezza dell'evento di cui è stata, suo malgrado  per scelta, protagonista. Il Figlio che porge le braccia verso di Lei e si muove, sgambetta, sorride, come a volerLa rassicurare. Il Lotto nella sua preparazione teologica ci racconta l'evento che cambierà la storia del mondo, un evento posto sulla terra in una capanna. Dalla terra nasce infatti la nuova vita, con la manifesta voglia di crescere.